# Cartea Mozillei
Cartea Mozillei este un easter egg din navigatoarele Netscape și Mozilla.
Poate fi accesat folosind comanda about:mozilla.
Cartea Mozillei a apărut pentru prima dată în Netscape 1.1 (lansat în 1995) și poate fi găsit în fiecare versiune ulterioară 1.x, 2.x, 3.x și 4.x.

## Cartea Mozillei, 15:1
Gemenii lui Mamona s-au certat. Războiul lor a aruncat lumea într-un nou întuneric, iar fiara detestă întunericul. Așa că a început să se miște rapid, și a crescut mult mai puternică, și a mers mai departe și s-a înmulțit. Și fiarele au adus foc și lumină în întuneric.
Acest text este folosit pentru versiunea Firefox 21, începând cu data de 05 decembrie 2014. Prin „gemenii lui Mamona” se referă la Apple și Google, al căror sisteme de operare mobile, respectiv iOS și Android, au luat un duopol pe piața sistemelor de operare mobile. „Noul întuneric” se referă la caracterul închis al magazinelor tradiționale cu aplicații. Fiara se mișcă „rapid” se referă la noul ciclu de lansări rapide pentru Firefox. Expresia „a mers mai departe și s-a înmulțit” se referă la „Firefox a devenit mai multe lucruri” prin Firefox pentru Android și Firefox OS. Numărul versetul 15:1 se referă la înghețarea codului pentru Firefox OS 1.0 (15 ianuarie 2013).

## Cartea Mozillei, 11:14
Fiara îmbrăcă veșminte noi și studie căile Timpului, Spațiului, Luminii și ale Fluxului de energie prin Univers. Din studiile sale, Fiara născoci structuri noi din metal oxidat și vesti slăvile lor. Iar ceata Fiarei se veseli, descoperind menirea primenită în aceste învățături.

## Cartea Mozillei, 6:27
Fiara continuă studiile sale cu un focus primenit, zidind mari lucrări de referință și contemplând noi realități. Fiara își aduse ceata și acoliții ca să creeze o formă mai mică, primenită a sa și, prin mijloace răutăcioase, o trimise în întreaga lume.